# Rhodobryum subverticillatum
Rhodobryum subverticillatum là một loài rêu trong họ Bryaceae. Loài này được Broth. mô tả khoa học đầu tiên năm 1924.